# Cebrio dubitabilis
Cebrio dubitabilis is een keversoort uit de familie Cebrionidae. De wetenschappelijke naam van de soort is voor het eerst geldig gepubliceerd in 1871 door Fairmaire.